# 古登多夫
古登多夫（德語：Gudendorf）是德国石勒苏益格－荷尔斯泰因州的一个市镇。总面积6.04平方公里，总人口401人，其中男性197人，女性204人（2011年12月31日），人口密度66人/平方公里。